# Scutum (constelación)
Scutum o el Escudo es una pequeña constelación del hemisferio sur celeste. Es una de las 88 constelaciones aceptadas por la Unión Astronómica Internacional. Fue creada por Johannes Hevelius en 1690 bajo el nombre de Scutum Sobiescii, Scutum Sobiescianum o el Escudo de Sobieski, para honrar al rey y héroe polaco Juan III Sobieski. Es la única constelación moderna que se asocia a una figura histórica.

## Características destacables

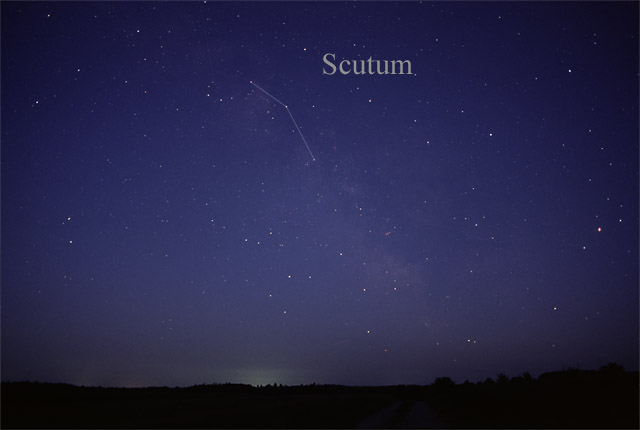
Constelación de Scutum

Con un área de 109 grados cuadrados, Scutum es la quinta constelación de menor tamaño. La más brillante de sus estrellas, con magnitud 3,85, es α Scuti, una gigante naranja de tipo espectral K3III cuya temperatura superficial es de 4280 K.. Originalmente parte de la constelación de Aquila, en el pasado α Scuti recibió la denominación de Flamsteed 1 Aquilae.
La segunda estrella más brillante de la constelación es β Scuti, una gigante luminosa amarilla de tipo G4IIa. Es una binaria espectroscópica con un período orbital de 834 días.
En cambio, γ Scuti es una subgigante blanca con una masa casi tres veces la del Sol y una luminosidad 150 veces superior a la solar.
Pero probablemente la estrella más conocida en la constelación es la variable δ Scuti, prototipo de un grupo de variables que llevan su nombre. Estas presentan pequeñas fluctuaciones en su luminosidad, lejos de las amplias variaciones de las variables Mira o las cefeidas, con múltiples períodos de pulsación superpuestos. En concreto, la magnitud aparente de δ Scuti varía solo 0,19 magnitudes. Dentro de 1,2 millones de años δ Scuti se acercará a 10 años luz de la Tierra, y será mucho más brillante que Sirio entonces.
Scutum cuenta con otras varias variables interesantes. R Scuti es una supergigante de tipo espectral K0Ibpv —que puede llegar a caer hasta M3— y una variable RV Tauri; se encuentra envuelta en una atmósfera rica en vapor de agua así como en una cubierta de polvo miles de veces mayor que la propia estrella.
S Scuti es una estrella de carbono 5500 veces más luminosa que el Sol y una variable semirregular con un período de 148 días.
RY Scuti es un sistema binario masivo rodeado por una joven nebulosa circunestelar, un raro progenitor de una binaria del tipo WR + OB.
Por otra parte, la hipergigante roja UY Scuti es una variable pulsante y es una de las estrellas más grandes conocidas actualmente con un radio más de 1700 veces el del Sol, aunque algunos estudios dan estimaciones más bajas.
Stephenson 2 DFK 1 es otra hipergigante roja y es posiblemente la estrella más grande conocida actualmente, con un radio de 2150 veces el del Sol.

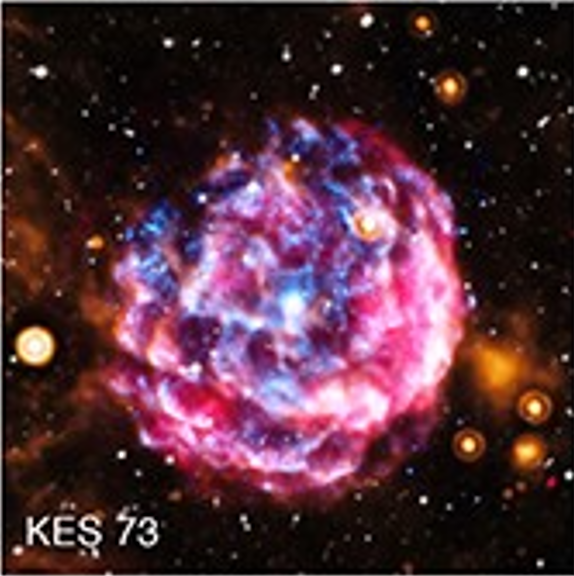
Imagen de Kesteven 73 en rayos X y radio

La Vía Láctea atraviesa Scutum y una de sus regiones más brillantes se localiza en el extremo noreste de esta constelación, en un área que recibe el nombre de nube estelar de Scutum. Dos objetos del catálogo Messier se localizan en esta constelación: M11 —conocido también como cúmulo del Pato Salvaje—, uno de los cúmulos abiertos más compactos con una edad aproximada de 316 millones de años, y M26, también un cúmulo abierto distante 5160 años luz.
Además, Scutum contiene varios cúmulos de estrellas supergigantes, entre ellos RSGC1, Stephenson 2 (que contiene Stephenson 2 DFK 1) y RSGC3.
En esta constelación se encuadran SNR G021.5-00.9 y Kesteven 73, dos de los restos de supernova más jóvenes de la Vía Láctea. El segundo de ellos tiene con una incierta edad comprendida entre 750 y 2100 años y alberga en su interior el magnetar 1E 1841−045, identificado inicialmente como un púlsar de rayos X anómalo. Su período de rotación, 11,8 s, es uno de los más largos en esta clase de objetos.
W41 es otro resto de supernova, aunque mucho más antiguo, pues tiene una edad estimada de 200 000 años.
La sonda espacial Pioneer 11, lanzada el 6 de abril de 1973, se encamina hacia esta constelación, si bien dejó de enviar señales desde noviembre de 1995.

## Estrellas principales

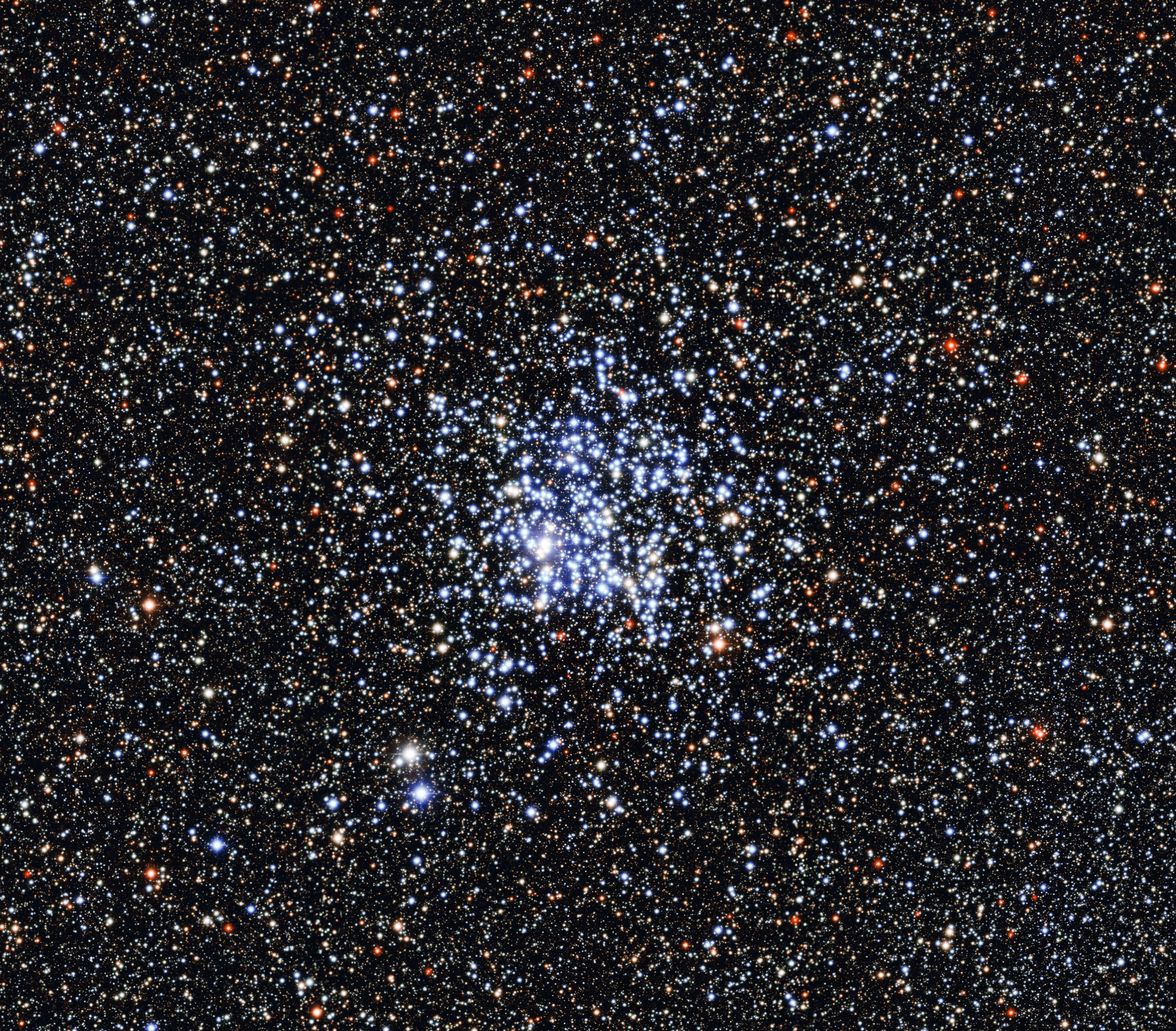
Imagen de M11 obtenida desde el Observatorio de La Silla

| Nombre                     | Mag.  | α (J2000.0)   | δ (J2000.0)  | Distancia años luz | Comentarios |
| -------------------------- | ----- | ------------- | ------------ | ------------------ | --- |
| Alfa (α) Scuti             | 3,85  | 18h 35m 12,4s | −08° 14' 39" | 174                | |
| Beta (β) Scuti             | 4,22  | 18h 47m 10,5s | −04° 44' 52" | 690                | - estrella binaria, magnitudes 4,22 y 8,5 |
| Gamma (γ) Scuti            | 4,69  | 18h 29m 11,9s | −14° 33' 57" | 319                | - subgigante blanca |
| Delta (δ) Scuti, ADS 11581 | 4,70v | 18h 42m 16,4s | −09° 03' 09" | 187                | - estrella variable; variación: 4,60–4,79 con un período de 4h40m - el prototipo de las variables tipo Delta Scuti - sistema de tres estrellas; magnitudes: 4,72v; 9,2; 12,2 |
| Épsilon (ε) Scuti          | 4,90  | 18h 43m 31,1s | −08° 16' 34" | 538                | - gigante luminosa amarilla |
| Eta (η) Scuti              | 4,83  | 18h 57m 03,7s | −05° 50' 47" | 207                | - gigante naranja |
| R Scuti                    | 5,38  | 18h 47m 29,0s | −05° 42' 18" |                    | - estrella variable; variación: 4,5–8,2 con un período de 140 días |
| S Scuti                    | 6,81  | 18h 50m 20,0s | −07° 54' 27" |                    | - estrella variable; variación: período de 148 días |
| RY Scuti                   | 9,14  | 18h 25m 31,5s | −12° 41' 24" |                    | - binaria masiva y binaria eclipsante |
| UY Scuti                   | 11,20 | 18h 27m 36,5s | −12° 27' 58" | 9,500              | - estrella variable; variación: período de 740 días |
| Struve 2325, ADS 11414     | 5,72  | 18h 31m 25,7s | −10° 47' 45" |                    | - estrella doble; magnitudes: 5,8; 9,1 |
| Struve 2325, ADS 11414     | 5,72  | 18h 31m 25,7s | −10° 47' 45" |                    | - estrella variable |
| WR 117                     | 14,19 | 18h 31m 02,5s | −06° 35' 50" |                    | - estrella de Wolf-Rayet |
| V452 Scuti                 | 10,01 | 18h 39m 26,1s | −13° 50' 47" |                    | - estrella hipergigante y posible variable azul luminosa. |
| PSR 1829                   |       | 18h 32m 40,9s | −10° 21' 34" |                    | - púlsar |

Mag. = Magnitud aparente | α = ascensión recta | δ = declinación
Fuente: The Bright Star Catalogue, 5ª ed. revisada., Catálogo Hippparcos, ESA SP-1200

## Objetos de cielo profundo
Scutum posee varios cúmulos abiertos y globulares, así como algunas nebulosas planetarias. Entre los cúmulos galácticos más notables se encuentran M11 (NGC 6705), el Cúmulo del Pato Salvaje, y M26 (NGC 6694). El cúmulo globular NGC 6712 y la nebulosa planetaria IC 1295 se localizan en la parte este de esta constelación, a tan solo 24 minutos de arco de separación.
Kesteven 73 y SNR G021.5-00.9 son restos de supernova jóvenes encuadrados en esta constelación. W41 y Kesteven 69 también son restos de supernova, pero considerablemente más antiguos.

## Historia

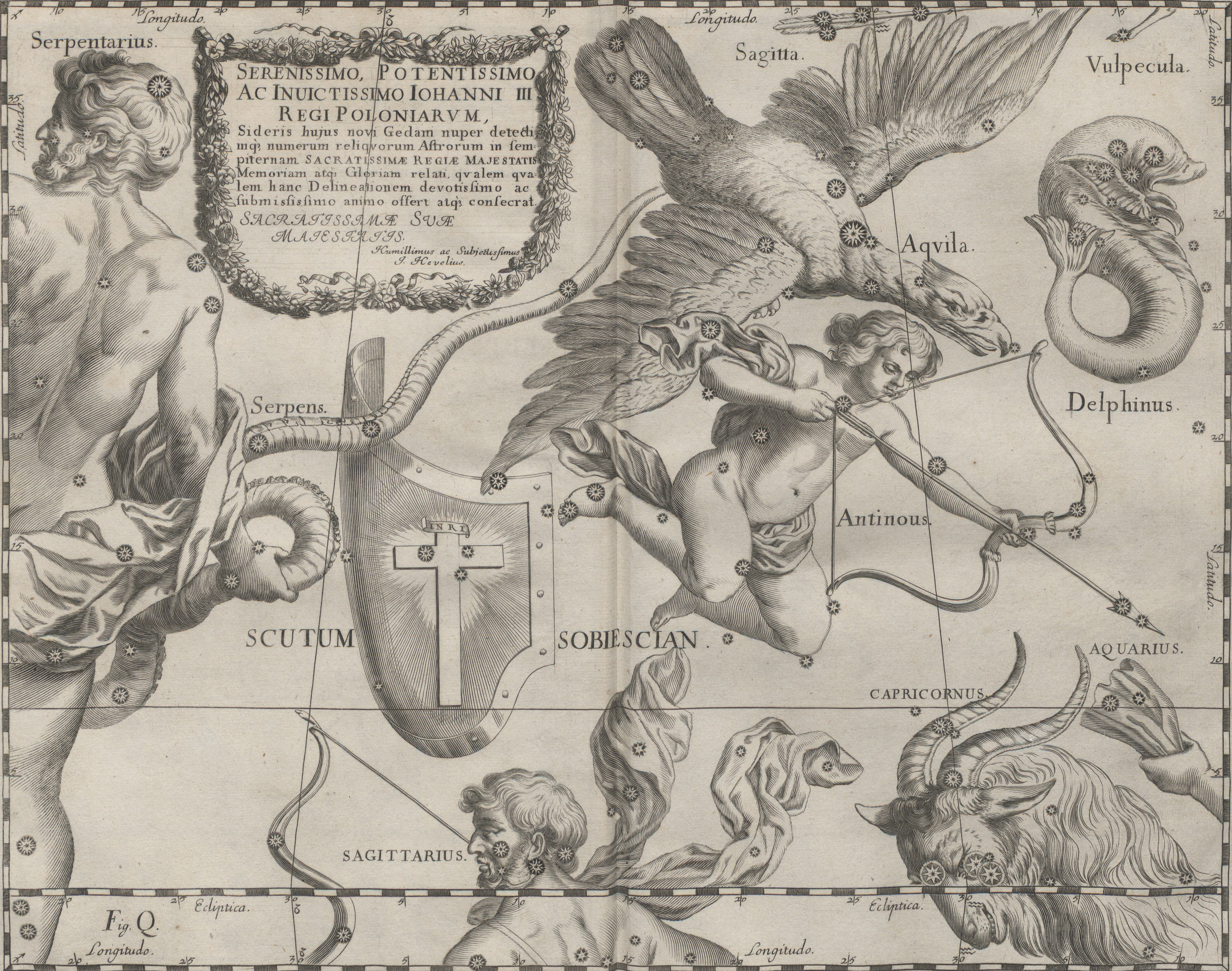
Scutum y constelaciones circundantes.

Scutum es una constelación moderna, siendo descubierta a finales del siglo XVII. Por ello, no tiene ningún elemento mitológico asociado a ella.
Scutum fue bautizada en 1684 por el astrónomo polaco Johannes Hevelius (Jan Heweliusz), quien originalmente la llamó Scutum Sobiescianum (Escudo de Sobieski) para conmemorar la victoria de las fuerzas cristianas lideradas por el rey polaco Juan III Sobieski (Jan III Sobieski) en la Batalla de Viena en 1683. Más tarde, el nombre se acortó a Scutum.
Cinco estrellas brillantes de Scutum (α Sct, β Sct, δ Sct, ε Sct y η Sct) se conocían anteriormente como 1, 6, 2, 3 y 9 Aquilae respectivamente.
La constelación de Scutum fue adoptada por la Unión Astronómica Internacional en 1922 como una de las 88 constelaciones que cubren todo el cielo, con la abreviatura oficial de "Sct". Los límites de las constelaciones están definidos por un cuadrilátero. En el  sistema de coordenadas ecuatoriales, las coordenadas de ascensión recta de estos límites se sitúan entre 18 h 21,6 m y 18 h 59,3 m, mientras que las coordenadas de  declinación se sitúan entre -3,83° y -15,94°.
Casualmente, los chinos también asociaban estas estrellas con armaduras de combate, incorporándolas al asterismo mayor conocido como Tien Pien, es decir, el Casco Celestial (o Casco).